# كرستيان توماس

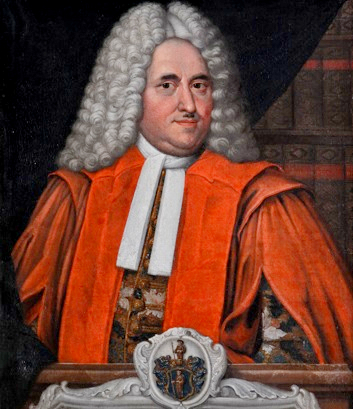
كريستيان توماسيوس، صورة من قبل يوهان كريستيان هاينريش سبورلدر.

كريستيان توماسيوس (بالألمانية: Christian Thomasius)‏ (1 يناير 1655 - 23 سبتمبر 1728) كان فقيه وفيلسوف ألماني.

## سيرته الذاتية
ولد في لايبزيغ وتلقى تعليمه من قبل والده، جاكوب توماسيوس (1622-1684)، كان في ذلك الوقت رئيس مدرسة توماسشول زو لايبزيغ. ومن خلال محاضرات والده، كان كريستيان تحت تأثير الفلسفة السياسية لهوغو غروتيوس وصموئيل بوفندورف، وواصل دراسة القانون في جامعة فرانكفورت (أودر) في 1675، واستكمل الدكتوراه في 1679. وفي 1680، تزوج آنا كريستين هيلاند وبدأت ممارسة القانون في لايبزيغ؛ في العام التالي بدأ التدريس في كلية الحقوق في الجامعة أيضا. في 1684 أصبح أستاذا للقانون الطبيعي، وسرعان ما جذب الانتباه بقدراته، وخاصة من خلال هجومه على التحيزات التقليدية، في اللاهوت والفقه. وفي عام 1685 نشر كتابا استفزازيا بعنوان «دي كريمين بيغامياي» (جريمة تعدد الزوجات)، جادل فيه بأن تعدد الزوجات مسموح به بموجب القانون الطبيعي.
في عام 1687 قام بعمل جرئ وحاضر باللغة الألمانية بدلا من اللاتينية وألقى محاضرة حول موضوع «كيف يجب أن تحاكي الطريقة الفرنسية للحياة»، مشيرا إلى استخدام الفرنسيين للغتهم الأم ليس فقط في الحياة اليومية ولكن في المنح الدراسية كذلك؛ وفقا للباحث كلاوس لويغ، هذا الحدث يمثل بداية حقيقية للتنوير في ألمانيا. في العام التالي بدأ بنشر بشكل شهري (المزاح والجدية والعقلانية، والأفكار البسيطة حول جميع أنواع الكتب والأسئلة المضحكه والمفيده)، حيث سخر من نقاط الضعف الحسية للمتعلمين، وأخذ جانب البيتيستيين في جدلهم مع الأرثوذكسية، والدفاع عن الزيجات المختلطة من اللوثرية والكالفينيين. نشر أيضا مجلد حول القانون الطبيعي الذي أكد على السبب الطبيعي وورقة الدفاع عن الزواج بين اللوثريين وأعضاء الكنيسة.
نتيجة لهذه الآراء وغيرها، في 10 أيار / مايو 1690 تم استنكاره واستبعاده من المنابر، وتم حظره من المحاضرة أو الكتابة، وتم الامر باعتقاله. فهرب من خلال الذهاب إلى برلين، وقدم فريدريك الثالث له ملجأ في هالي، مع راتب 500 ثالر واعطاه الاذن بالمحاضرة. وساعده في العثور على جامعة هاله (1694)، حيث أصبح ثاني وبعدها أصبح أول أستاذ قانون و (1710) رئيس جامعه. وكان واحدا من أرفع المعلمين الجامعيين والكتاب المؤثرين في زمنه، وفي عام 1709 تم تعيينه في المجلس الخاص.
على الرغم من أنه ليس مفكرا فلسفيا عميقا، فقد أعد توماسيوس الطريق لإصلاحات كبيرة في الفلسفة، وكذلك في القانون والأدب والحياة الاجتماعية واللاهوت. كانت مهمته هي تقديم وجهة نظر منطقية وعقلانية، وإدخال العلوم الإلهية والإنسانية الي الحياه اليومية. وهكذا خلق حقبة في الأدب والفلسفة والقانون الألماني، ومعه سبيتلر، بدأ العصر الحديث من التاريخ الكنسي. وكان أحد أهداف حياته تحرير السياسة والفقه من سيطرة اللاهوت. حارب بشجاعة وباستمرار على حرية الفكر والكلام في الشؤون الدينية، وكان وسيطا بين المجال الأكاديمي والعامة. وفي هذا الصدد، قال انه يشارك الكثير من القواسم المشتركة مع تلميذه غابرييل واغنر، الذي اعترض في وقت لاحق على اراء توماسيوس الدينية الميتافيزيقية المعتقدات. وفي القانون، حاول أن يثبت أن قواعد القانون الروماني، التي تتناقض مع مبادئه الخاصة في القانون الطبيعي، لم تقبل في الواقع، وبالتالي فهي باطلة؛ وحاول أيضا إضفاء الشرعية على مبادئه الخاصة من خلال إظهارها لتكون قانونا عاما مبنيا على أسس جرمانية. وبهذه الطريقة ساهم في إنشاء منحة دراسية من القانون الخاص منفصلة عن القانون الروماني.
غالبا ما يتحدث توماسيوس في الأعمال الألمانية ككاتب «النظام الإقليمي»، أو نظرية إيراستيان عن الحكومة الكنسية؛ لكنه علم أن الدولة قد تتداخل مع الواجبات القانونية أو العامة فقط، وليس مع الأخلاقية أو الخاصة. وقال انه لن يكون حتى هناك عقاب للملحدين، على الرغم من أنه ينبغي طردهم من البلاد، وقال انه تقدم إلى الأمام كمنافس جاد لمحاكمة السحرة واستخدام التعذيب. في اللاهوت لم يكن طبيعيا أو ربانيا، ولكن على المؤمن مسؤوليه في ضرورة كشف الدين للخلاص. وقد جاء بقوة تحت تأثير بييتيستس، وخاصة من سبينر، وكان هناك الوريد الصوفي في فكره. ولكن عناصر أخرى من طبيعته كانت قوية جدا للسماح له بأن يعلق نفسه كليا على ذلك الحزب.
توفي في هالي في 1728.
كانت أكثر المنشورات شعبية وتأثيرا لتوماسيوس هي دوريته المشار إليها بالفعل (1688-1689)؛ مقدمة لنظرية العقل (1691، الطبعة الخامسة 1719)؛ الأفكار الصالحة على جميع أنواع التجارة القانونية والقضائية (1720-1721)؛ تاريخ الحكمة والخداع (3 مجلدات، 1693)؛ تعاليم قصيرة من نائب الشعوذة مع محاكمة ساحرة (1704)؛ مزيد من التفسيرات للعلم الجديد من الأفكار الأخرى (1711). وقد وجد مبادئه التربوية في عملين لاتينيين رئيسيين هما معاهد الفقه الإلهي، 1688، استنادا إلى محاضرة عن القانون الطبيعي لبوفندورف، وفوندامنتا جوريس ناتوراي إت جنتيوم (أسس قانون الطبيعة والأمم، 1705)،

## عمله في الترجمة الإنجليزية
- مقالات عن الكنيسة والدولة والسياسة، تم تحريرها وترجمتها وإدخالها من قبل إيان هنتر، توماس أهنيرت، وفرانك غرونيرت، إنديانابوليس: ليبرتي فوند، 2007. معاهد الفقه الإلهي: مع اختيار من أسس قانون الطبيعة والأمم، تحريرها، وترجمتها، ومع مقدمة من توماس أهنرت، إنديانابوليس: ليبرتي فوند، 2011.

## روابط خارجية
- كرستيان توماس على موقع الموسوعة البريطانية (الإنجليزية)